# Simone Buti
Simone Buti (Fucecchio, 19 settembre 1983) è un ex pallavolista italiano.
Giocava nel ruolo di centrale.

## Carriera
La carriera di Simone Buti comincia nel 1997 nella Folgore San Miniato; nella stagione 2003-04 entra a far parte della squadra del Tomei Livorno Pallavolo, in Serie B2; la stagione successiva passa all'AdriaVolley Trieste, disputando il campionato di Serie B1.
Nella stagione 2005-06 viene ingaggiato dal Top Team Volley Mantova, in Serie A2, facendo quindi il suo esordio nella pallavolo professionistica; la stagione successiva disputa invece il primo campionato di Serie A1, con la Gabeca Pallavolo di Montichiari.
Nella stagione 2007-08 passa al BluVolley Verona, in serie cadetta, con il quale vince la Coppa Italia di categoria. La stagione successiva torna nella massima serie vestendo la maglia della Pallavolo Pineto.
Nella stagione 2009-10 ritorna alla Gabeca Pallavolo, che nel frattempo ha cambiato sede, trasferendosi a Monza; nel 2010 ottiene le prime convocazioni in nazionale, con la quale raggiunge il quarto posto al campionato mondiale 2010 e vince la medaglia d'argento al campionato europeo 2011.
Nella stagione 2012-13 viene ingaggiato dalla Callipo Sport di Vibo Valentia mentre in quella successiva passa alla Sir Safety Perugia dove resta per quattro annate; con la nazionale vince la medaglia di bronzo alla World League 2014 e al campionato europeo 2015 e quella d'argento alla Coppa del Mondo 2015, ai Giochi della XXXI Olimpiade e alla Grand Champions Cup 2017.
Per il campionato 2017-18 veste la maglia del Milano, sempre in Serie A1; dopo due stagioni con la formazione lombarda, nell'aprile 2019 comunica il proprio ritiro dall'attività agonistica.

## Palmarès

### Club
- Coppa Italia di Serie A2: 1

2007-08

### Nazionale (competizioni minori)
- Memorial Hubert Wagner 2011